# Yaşar Kemal
Yaşar Kemal, (pronunciat Iaixar Kemal) pseudònim de Kemal Sadık Gökçeli (Hemite, 6 d'octubre de 1923 – Istanbul, 28 de febrer de 2015) fou un escriptor turc, i un dels escriptors més reconeguts internacionalment de la literatura turca.

## Biografia

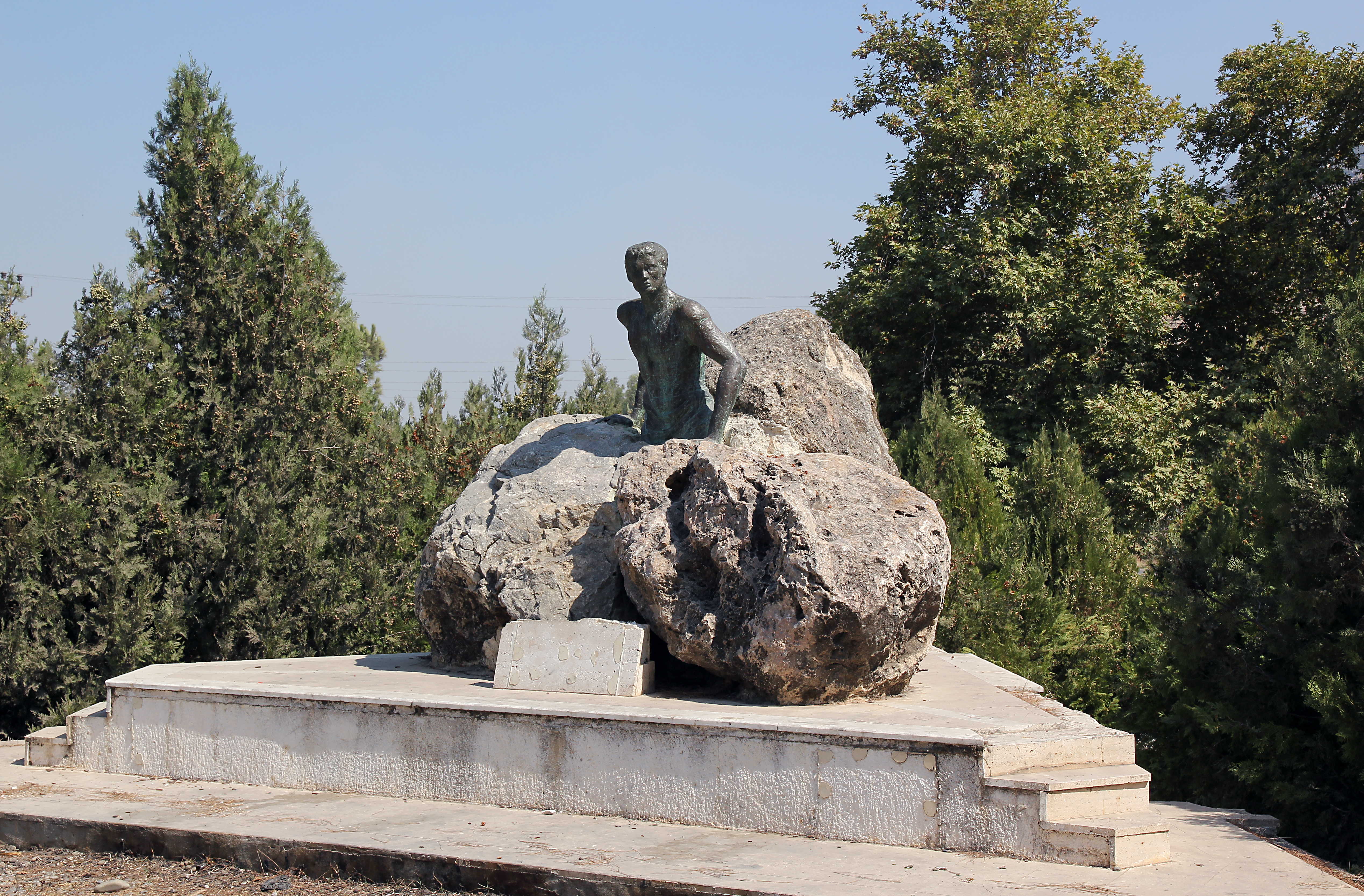
Monument a İnce Memed en Gökçedam

Va néixer l'any 1923 al poble de Hemite, Adana, actualment conegut amb el nom de Gökçedam i situada a la província d'Osmaniye, en una família d'arrels kurdes. Després de perdre un ull en un accident, als cinc anys veié la mort del seu pare a mans d'un fill adoptiu d'aquest, la qual cosa li va provocar una tartamudesa fins als dotze anys.
Ferm defensor dels drets humans, ha estat reclòs a la presó en diverses ocasions. En les paraules de l'escriptor Sait Faik, Yaşar Kemal era "el més kurd dels turcs, el mes turc dels kurds".

## Obra literària
Cultivador de tots els gèneres literaris, destaca pel seu estil irònic des de la seva època com a periodista al diari Cumhuriyet ("República"). Un dels seus personatges més coneguts és Memed, un bandit mític i llegendari de la seva obra İnce Memed (traduïda al català com a El falcó per Anna Casassas amb Edicions 62 el 1998), una defensa de les classes més desfavorides en clau poètica que aglomera les tradicions orals de l'Àsia Menor.
Kemal, probablement l'escriptor turc més conegut, és cèlebre pel seu llenguatge ordenat i senzill i la descripció lírica de la vida bucòlica de l'Anatòlia turca. L'any 1996 fou guardonat amb el Premi Internacional Catalunya concedit per la Generalitat de Catalunya.
La Llegenda de la Muntanya Ağrı (turc: Ağrıdağı Efsanesi) és una novel·la èpica de Kemal. Publicat per la primera vegada el 1970, la novel·la tracta de l'amor impossible entre Ahmet, un pagès i Gülbahar, la filla de Mahmut Han, el terratinent de les terres i pobles al voltant del Muntanya Ağrı. La novel·la, a part d'explicar aquesta història d'amor i la psicologia dels seus protagonistes, també descriu la cultura i els costums dels pobles de la muntanya a l'època de la llegenda. La novel·la fa ús d'arquetips i símbols mítics com a les estructures de les obres mitològics. La Llegenda de la Muntanya Ağrı ha inspirat una pel·lícula i una obra d'òpera, totes dues amb el mateix nom.

## Obra publicada
| Novel·la - 1955: İnce Memed. Istanbul. - 1955: Teneke, Istanbul.: Varlık - 1960: Orta Direk, Istanbul.: Remzi - 1963: Yer Demir Gök Bakır, Istanbul.: Güven - 1968: Ölmez Otu, Istanbul.: Ant - 1974: Akçasazın Ağaları / Demirciler Çarşısı Cinayeti, Istanbul.: Cem - 1975: Akçasazın Ağaları / Yusufcuk Yusuf, Istanbul.: Cem - 1976: Yılanı Öldürseler, Istanbul.: Cem - 1976: Al Gözüm Seyreyle Salih, Istanbul.: Cem - 1978: Allahın Askerleri, Istanbul.: Milliyet - 1978: Kuşlar da Gitti, Istanbul.: Milliyet - 1978: Deniz Küstü, Istanbul.: Milliyet - 1982: Hüyükteki Nar Ağacı, Istanbul.: Toros - 1980: Yağmurcuk Kuşu / Kimsecik I, Istanbul.: Toros - 1985: Kale Kapısı / Kimsecik II, Istanbul.: Toros - 1991: Kanın Sesi / Kimsecik III, Istanbul.: Toros - 1997: Fırat Suyu Kan Akıyor Baksana, Istanbul.: Adam - 2002: Karıncanın Su İçtiği, Istanbul.: Adam - 2002: Tanyeri Horozları, Istanbul.: Adam Novel·la èpica - 1967: Üç Anadolu Efsanesi, Istanbul.: Ararat - 1970: Ağrıdağı Efsanesi, Istanbul.: Cem - 1971: Binboğalar Efsanesi, Istanbul.: Cem - 1972: Çakırcalı Efe, Istanbul.: Ararat | Novel·la infantil - 1977: Filler Sultanı ile Kırmızı Sakallı Topal Karınca, Istanbul.: Cem Contes - 1952: Sarı Sıcak. Istanbul.: Varlık - 1975: Bütün Hikâyeler. Istanbul.: Cem Traduccions - 1977: Ayışığı Kuyumcuları, Istanbul.: Adam Reportatges - 1955: Yanan Ormanlarda 50 Gün, Istanbul.: Türkiye Ormancılar Cemiyeti - 1955: Çukurova Yana Yana, Istanbul.: Yeditepe - 1957: Peribacaları, Istanbul.: Varlık - 1971: Bu Diyar Baştan Başa, Istanbul.: Cem - 1974: Bir Bulut Kaynıyor, Istanbul.: Cem Recopilacions - 1943: Ağıtlar, Adana: Halkevi - 1961: Taş Çatlasa, Istanbul.: Ataç - 1974: Baldaki Tuz, Istanbul.: Cem - 1980: Ağacın Çürüğü: Yazılar-Konuşmalar, Istanbul.: Milliyet - 1985: Yayımlanmamış 10 Ağıt, Istanbul.: Anadolu Sanat - 1995: Ustadır Arı, Istanbul.: Can - 1995: Zulmün Artsın, Istanbul.: Can - 1997: Sarı Defterdekiler: Folklor Derlemeleri, Istanbul.: Yapı Kredi |

## Premis i reconeixements
- Va guanyar el Premi de la Pau del Comerç Llibreter Alemany concedit a la Fira del Llibre de Frankfurt.
- Premi Internacional Catalunya (1996)